# Dolní Libochová
Dolní Libochová (německy Unter Libochau) je obec v okrese Žďár nad Sázavou v Kraji Vysočina. Žije zde 137 obyvatel.

## Historie
První písemná zmínka o obci pochází z roku 1350.

## Obyvatelstvo
| Rok            | 1869 | 1880 | 1890 | 1900 | 1910 | 1921 | 1930 | 1950 | 1961 | 1970 | 1980 | 1991 | 2001 | 2006 | 2013 |
| Počet obyvatel | 423  | 482  | 426  | 376  | 336  | 333  | 296  | 223  | 212  | 188  | 175  | 158  | 156  | 156  | 150  |

## Školství
- Mateřská škola Dolní Libochová

## Pamětihodnosti
- Kaple Panny Marie z roku 1882 v centru obce
- Jednoobloukový silniční most z lomového kamene vybudovaný v 19. století pro přepad vody z rybníka přes potok Libochovku
- Mlýn z poloviny 18. století na východním okraji obce

## Galerie

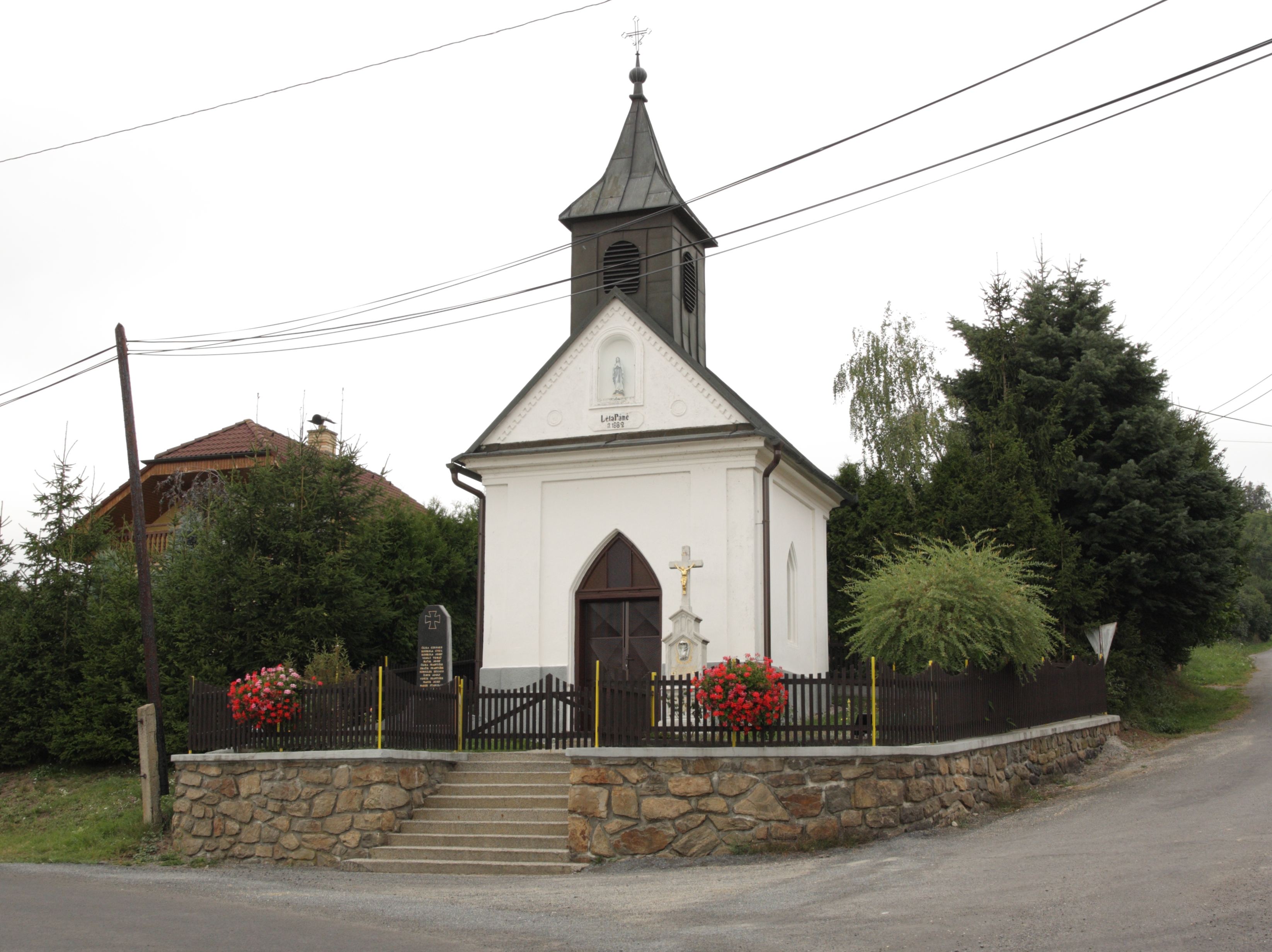
Kaple Panny Marie
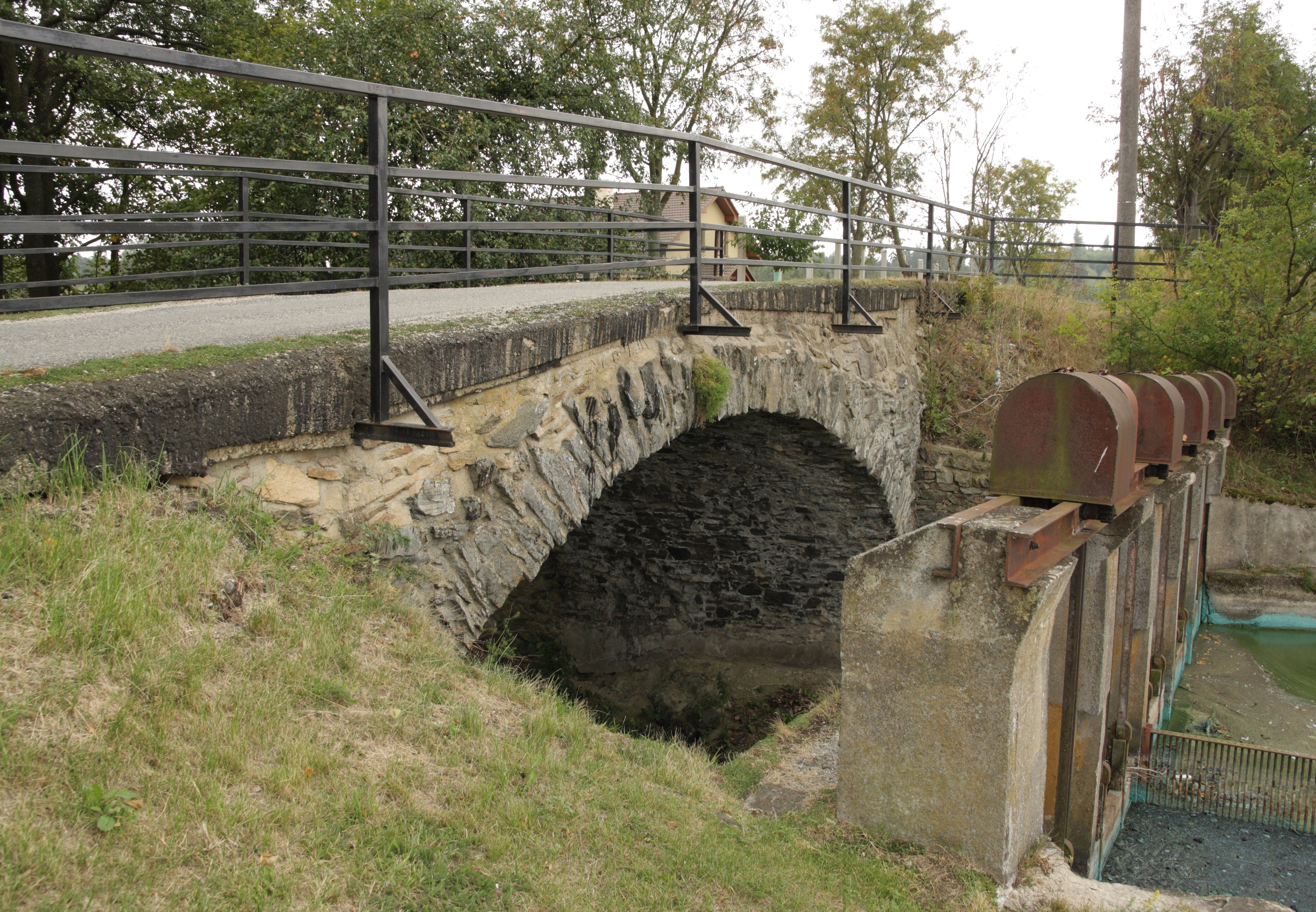
Most za stavidly rybníka
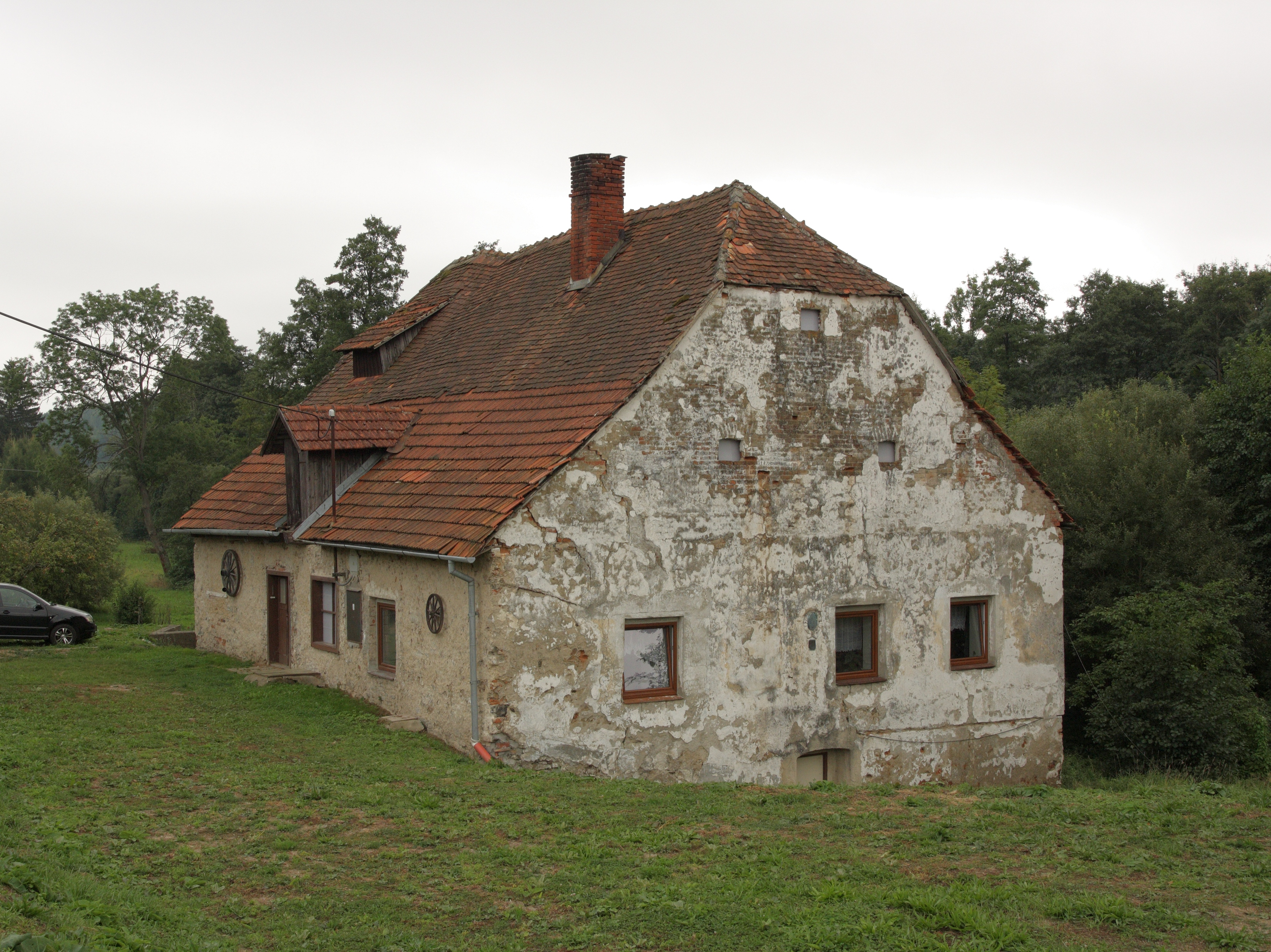
Starý mlýn
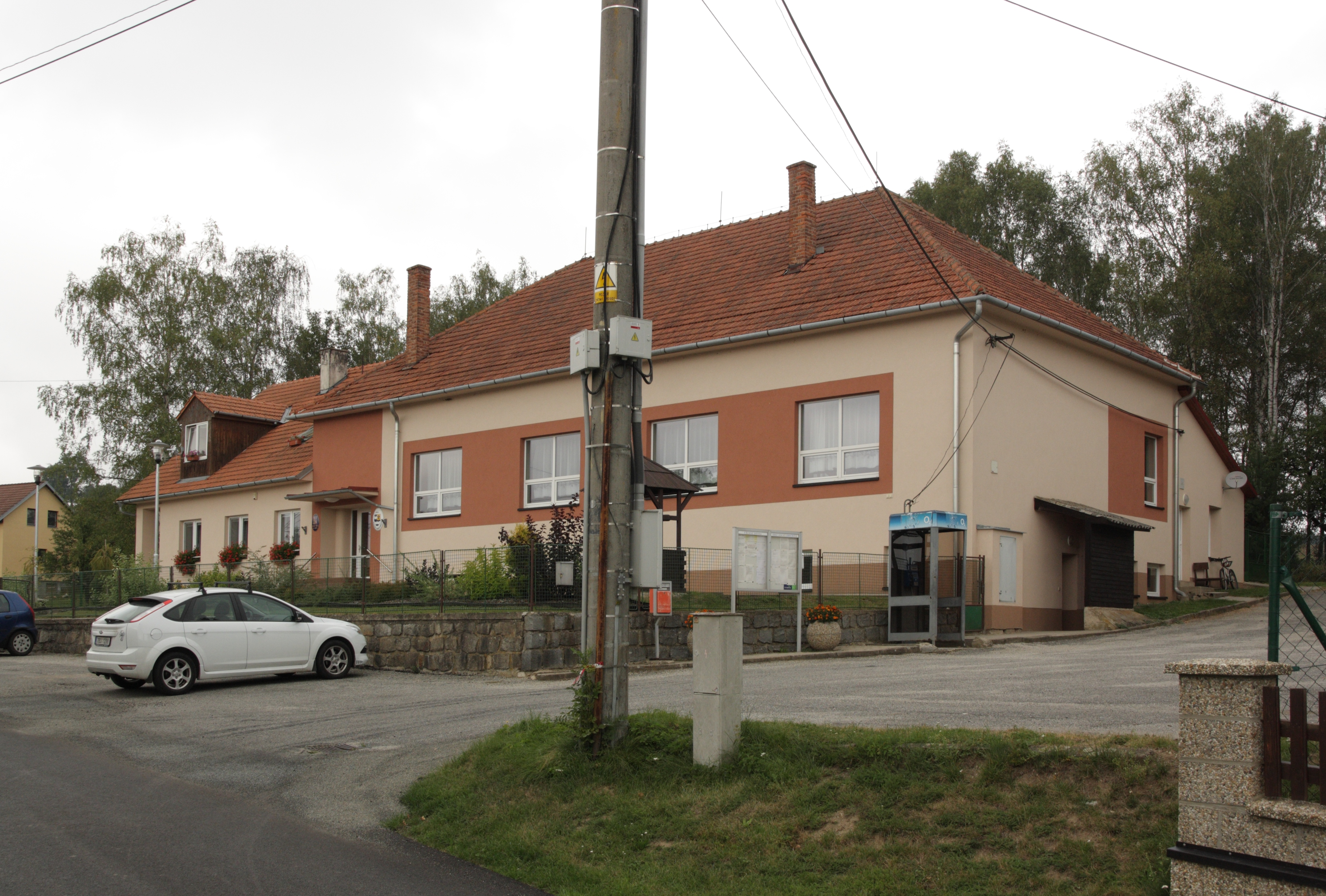
Obecní úřad a kulturní dům